# Bluf! (Zeitschrift)
Bluf! war eine niederländische progressive, linkspolitische Zeitschrift, die zwischen 1982 und 1988 erschien. Sie veröffentlichte hauptsächlich Artikel über Hausbesetzung, Antimilitarismus, Antirassismus und Antifaschismus. Bekanntheit erreichte Bluf! durch regelmäßige Enthüllungen aus der etablierten Politik.

## Geschichte
In sieben Jahren erreichte Bluf! 312 Ausgaben mit einer durchschnittlichen Auflage von 2200 Exemplaren. Die Redaktion schrieb fast täglich Informationen in Form eines „Tagebuches“ über Ereignisse der Tätigkeiten der Mitarbeiter. So wurden Telefongespräche, Beschwerden, Wiedergabe von Redaktionssitzungen, Planungen einer neuen Ausgabe, wer für die Reinigung der Redaktionsräume verantwortlich ist,  notiert und anderes mehr. Die Medien de Volkskrant, De Telegraaf, Trouw, Nieuws van de Dag, Het Parool, NRC Handelsblad,  De Waarheid, Vrij Nederland, De Groene Amsterdammer, Haagse Post und einige ausländische Zeitungen berichteten über die Zeitschrift.
In der Amsterdamer Ostadestraat wurde die Druckerei Raddraaier (so viel wie: „Anführer“, „Rädelsführer“, auch: „Rebell“) gegründet, in der hauptsächlich Posters, Broschüren und Zeitschriften für die Hausbesetzerbewegung gedruckt wurden, so auch Bluf! und Ravage. Voraussetzung waren die günstige Miete und Nachbarn, die sympathisierten mit den verschiedenen Zeitschriften.
„Die Höhle“ (Het Hol), wie die Redaktionsräume der Zeitschriften in der Druckerei genannt wurden, war über 25 Jahre der aktive Ort für das Herausgeben von Hausbesetzerlektüre.
Überregional wurde Bluf! bekannt durch Veröffentlichungen, die zu mehreren Hausdurchsuchungen führten. So veröffentlichte die Zeitschrift einen Artikel von der Gruppe De wraak van Jhr. Mr. de Brauw („Die Rache von Jhr. Mr. de Brauw“) darüber, dass die damalige niederländische Regierung Pläne hatte für den Bau von neuen Kernreaktoren, obwohl der offizielle Regierungsbericht dies nicht zuließ, außerdem  detaillierte Pläne zum Herstellen von Rauchbomben. Intern wurden Diskussionen geführt über die Rechtfertigung von militantem Widerstand. 1985 wurde provozierend gemeldet, dass eine französische Terrorgruppe eingeladen war, Papst Johannes Paul II. während seines Besuches in den Niederlanden zu ermorden. Als Belohnung waren 15.000 Gulden ausgesetzt.
Im gleichen Jahr zog die Staatsanwaltschaft in Erwägung gegen die Zeitschrift Maßregeln zu nehmen. Anlass dafür war der Artikel Inbreken kan iederen („Einbrechen kann jeder“), mit Namen und Adressen von höhergestellten Beamten.
Zwischen 1986/1987 durchsuchten 45 Polizisten die Redaktionsräume von Bluf!. Festgenommen wurden ein 18-jähriger Mann der mit dem Falten des Wochenblattes beschäftigt war und eine 50-jährige Frau die einen Artikel über den Zweiten Weltkrieg schrieb sowie ein Mann im angrenzenden  Restaurant De Schele Kip („Das schielende Huhn“) der Druckertinte an seinen Fingern hatte.
1987 beschlagnahmte die Staatsanwaltschaft 267 Ausgaben von Bluf!, weil darin ein vertraulicher Rapport vom niederländischen Geheimdienst erschienen war. Es wurde jedoch keine Anzeige erstattet wegen der Veröffentlichung von Staatsgeheimen. Die Staatsanwaltschaft weigerte sich allerdings, die beschlagnahmten Exemplare zurückzugeben. Die Bluf!-Herausgeber wollten „ihr Recht“ vor dem Gericht einklagen, wurden aber abgewiesen. Erst im Februar 1995 urteilte der  Europäische Gerichtshof, dass hier eine „schending van het recht op vrije meningsuiting“ (wörtlich: „Schändung von dem Recht auf freie Meinungsäußerung“) vorlag, und verurteilte den niederländischen Staat zu einer Geldbuße von 16.000 Gulden.
In Amsterdam propagierte eine Gruppe mit dem Namen Autonome, dass Gewalt bei der Krönung von Königin Beatrix am 30. April 1980 angewendet werden könnte. Die Medien waren sehr interessiert im Publizieren „von dem aufkommenden Terrorismus in den Niederlanden“. Das brachte Redakteure von Bluf! auf die Idee eines practical joke. Sie boten einem Journalisten von der Zeitung Haagse Post, im Tausch für Geld, ein Exclusiv-Interview mit der Militant Autonomen Front (MAF) an. Der Journalist wurde mit verbundenen Augen („geblinddoekt“) an einen „geheimen Platz“ gebracht, wo er drei maskierte Mitglieder der MAF interviewen konnte. Die Rolle wurde von drei Redakteuren von Bluf! gespielt. Die Haagse Post veröffentlichte auf ihrer Hauptseite ein Foto des mutigen Journalisten mit den drei angeblichen „Mitgliedern der MAF“. Die Zeitschrift Bluf! veröffentlichte in einer Ausgabe ein Foto mit dem Journalisten, der die Augen verbunden hatte und drei nicht maskierten, grinsenden Bluf!-Redakteuren.